# Maniac (Michael Sembello)
Maniac è un singolo del cantante statunitense Michael Sembello, pubblicato nel 1983 come primo estratto dal primo album in studio Bossa Nova Hotel. Una versione differente del brano è inclusa nella colonna sonora del film Flashdance.

## Descrizione
Il brano è stato composto da Dennis Matkosky e Michael Sembello e interpretato da quest'ultimo. L'assolo di chitarra è stato suonato dallo stesso Sembello.
Sembello rivelò che l'idea del brano venne dal film Maniac del 1980 e faceva riferimento ad un assassino spietato e psicopatico. Quando il brano venne scelto dalla Paramount Pictures, per essere inserito nella colonna sonora del film Flashdance, Sembello modificò il testo cosicché il "maniaco" del titolo si identificasse con Alex (Jennifer Beals), la ragazza con la passione per la danza protagonista del film.
Maniac arrivò in vetta alla classifica Billboard Hot 100 nel settembre 1983, e fu candidata all'Oscar per la migliore canzone nel 1984, vinto poi da Flashdance... What a Feeling cantata da Irene Cara, e sempre facente parte di Flashdance.

## Formazione
Musicisti
- Michael Sembello – voce, chitarra, sintetizzatore basso
- Dennis Matkosky – tastiere, sintetizzatore
- Carlos Vega – batteria elettronica
- Dennis Karmazyn – violoncello

## Classifiche
| Classifica (1983) | Posizione più alta |
| ----------------- | ------------------ |
| Italia            | 5                  |
| Svizzera          | 2                  |
| Regno Unito       | 43                 |
| Billboard Hot 100 | 1                  |

## Cover e parodie (parziale)
- Una cover della canzone è presente nell'album Popstars (2001) delle Lollipop.
- La canzone è presente nella colonna sonora del film del 2003 American Pie - Il matrimonio, nella scena in cui Steve Stifler (Seann William Scott) balla in un locale gay, poi parodiata nei Simpsons nell'episodio Simpsoncalifragilistichespirali-d'oh-so, dove Willie il giardiniere canta per strada finendo per tirarsi un secchio di acqua addosso (come la protagonista di Flashdance).
- Elio e le Storie Tese hanno realizzato una parodia di questa canzone intitolata prima Nenia, poi Tenia.
- La canzone fu inserita nella sit-com Scrubs in una versione cantata da The Blanks, il gruppo a cappella di Ted (Sam Lloyd), nell'episodio della 5ª stagione La mia strada verso casa, un episodio dedicato al celebre film Il mago di Oz.
- Nel 2009 Claudia Gerini ne ha cantata una cover nel suo album Like Never Before.
- Nel 2019 il gruppo power metal tedesco Avantasia, nell'album Moonglow pubblica una cover del brano
- Un campionamento del brano è presente nella base della canzone Star del rapper e produttore italiano Luchè.
- Canzone che compare nella serie tv The Boys , Terza Stagione Episodio otto. Con Kimiko come protagonista della scena  in cui compare la canzone Maniac.
- Nel 2023 l'artista e compositore spagnolo Abraham Mateo esegue una versione di questa canzone intitolata Maníaca, scritta interamente in spagnolo da lui stesso, Dennis Joseph Matkosky, José Cano Carrilero, Max Borghetti e Michael Sembello e prodotta da Abraham Mateo & Dani Ruiz è stato rilasciato dalla Sony Music.